# ELEKTROWIN

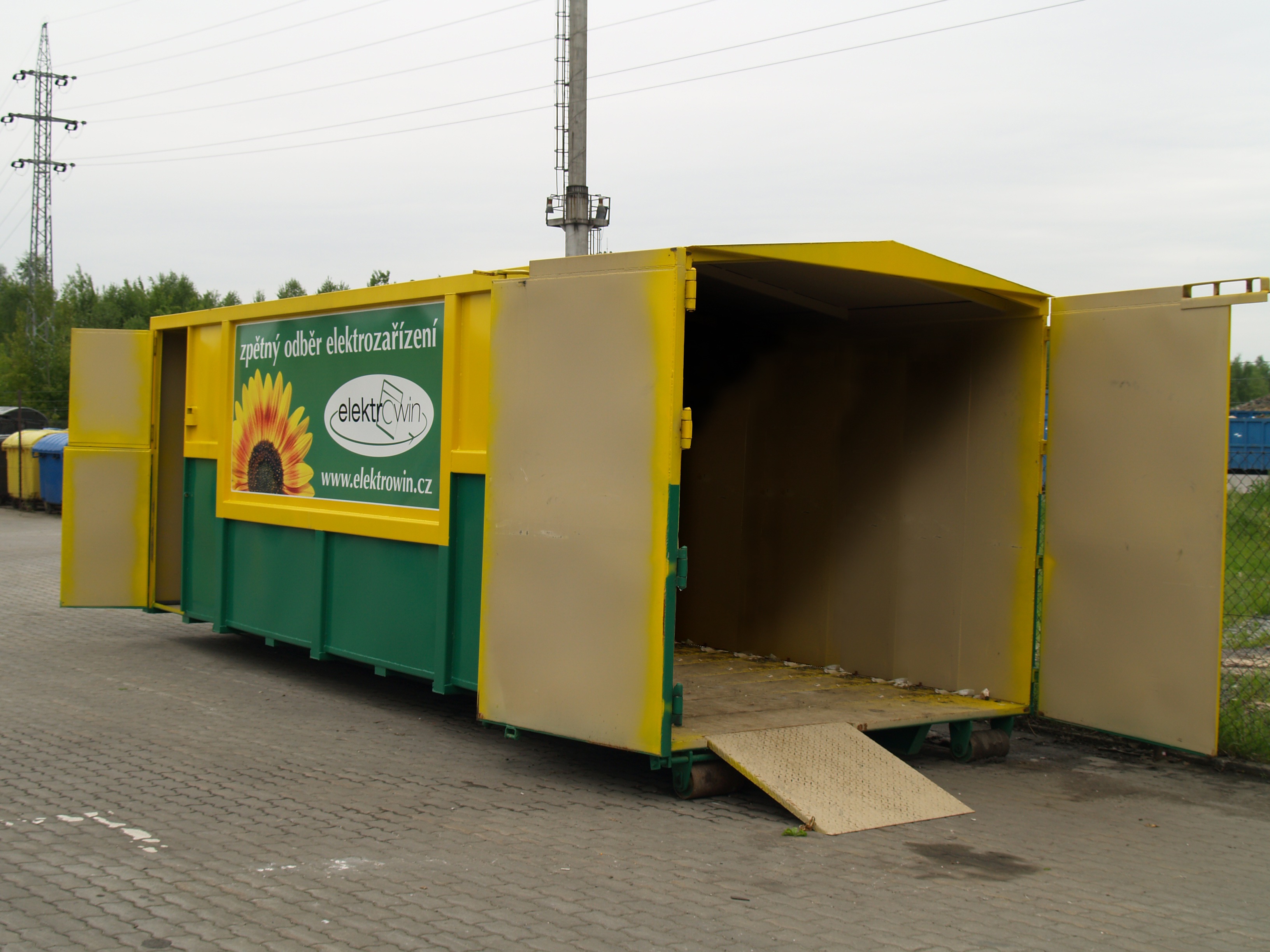
Wintejner

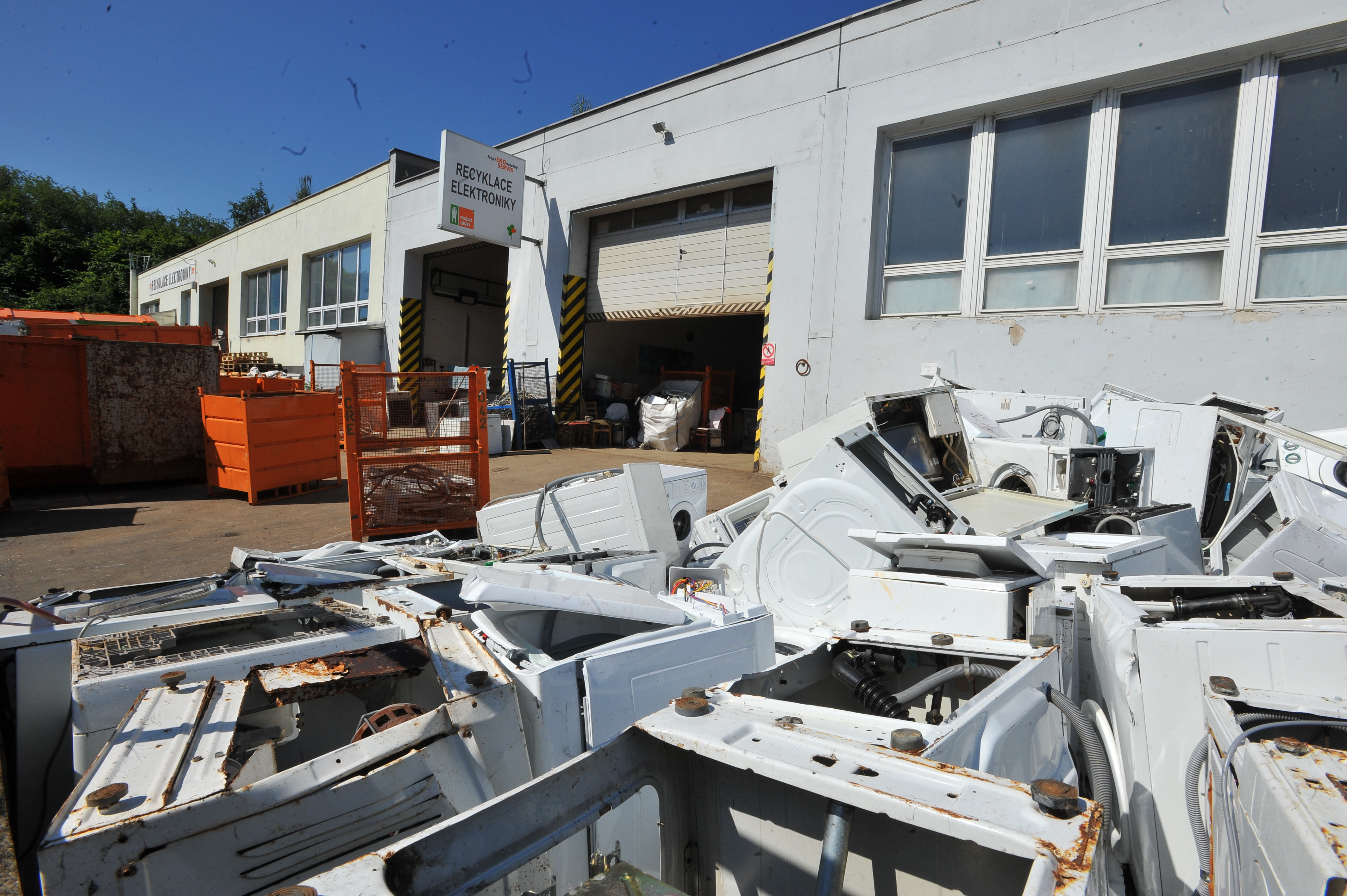
sběrný dvůr

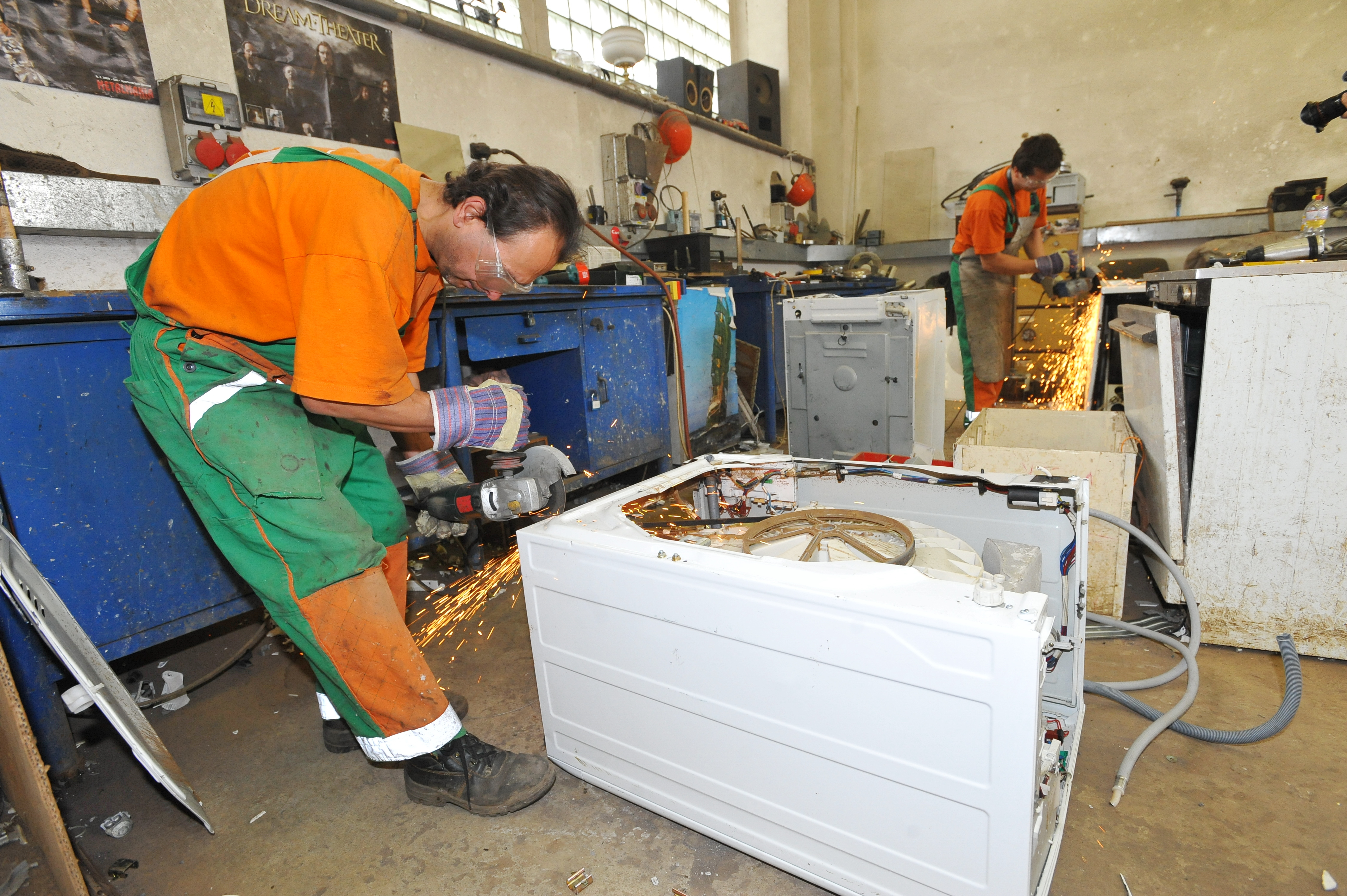
recyklace

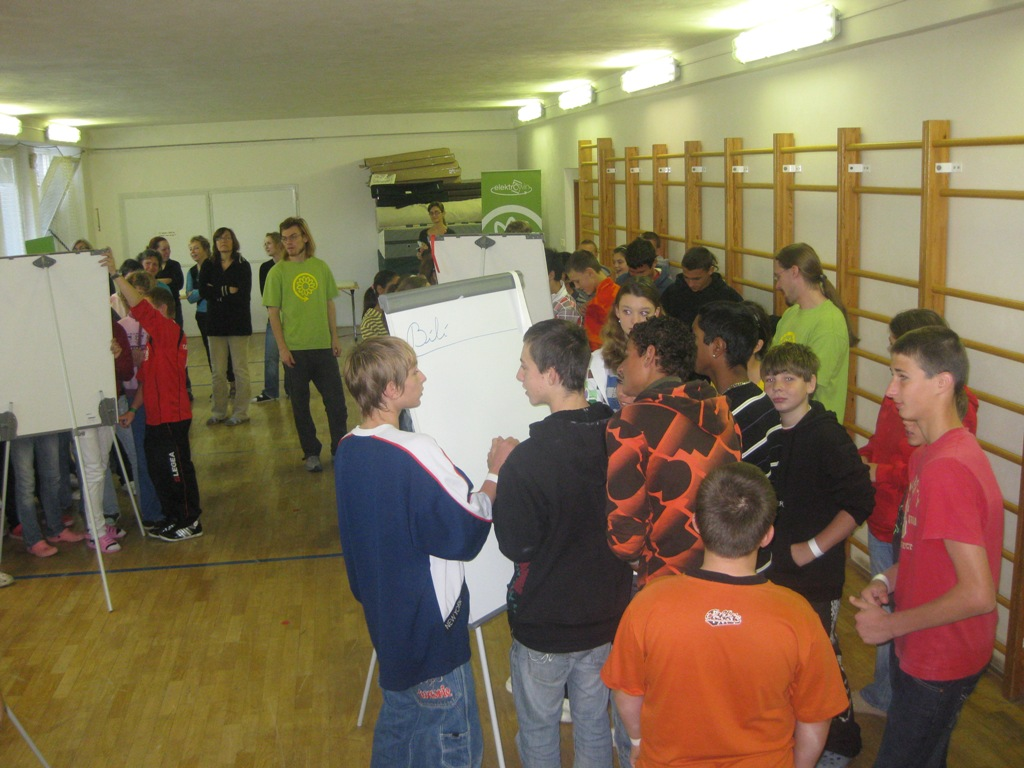
Recyklační hlídka

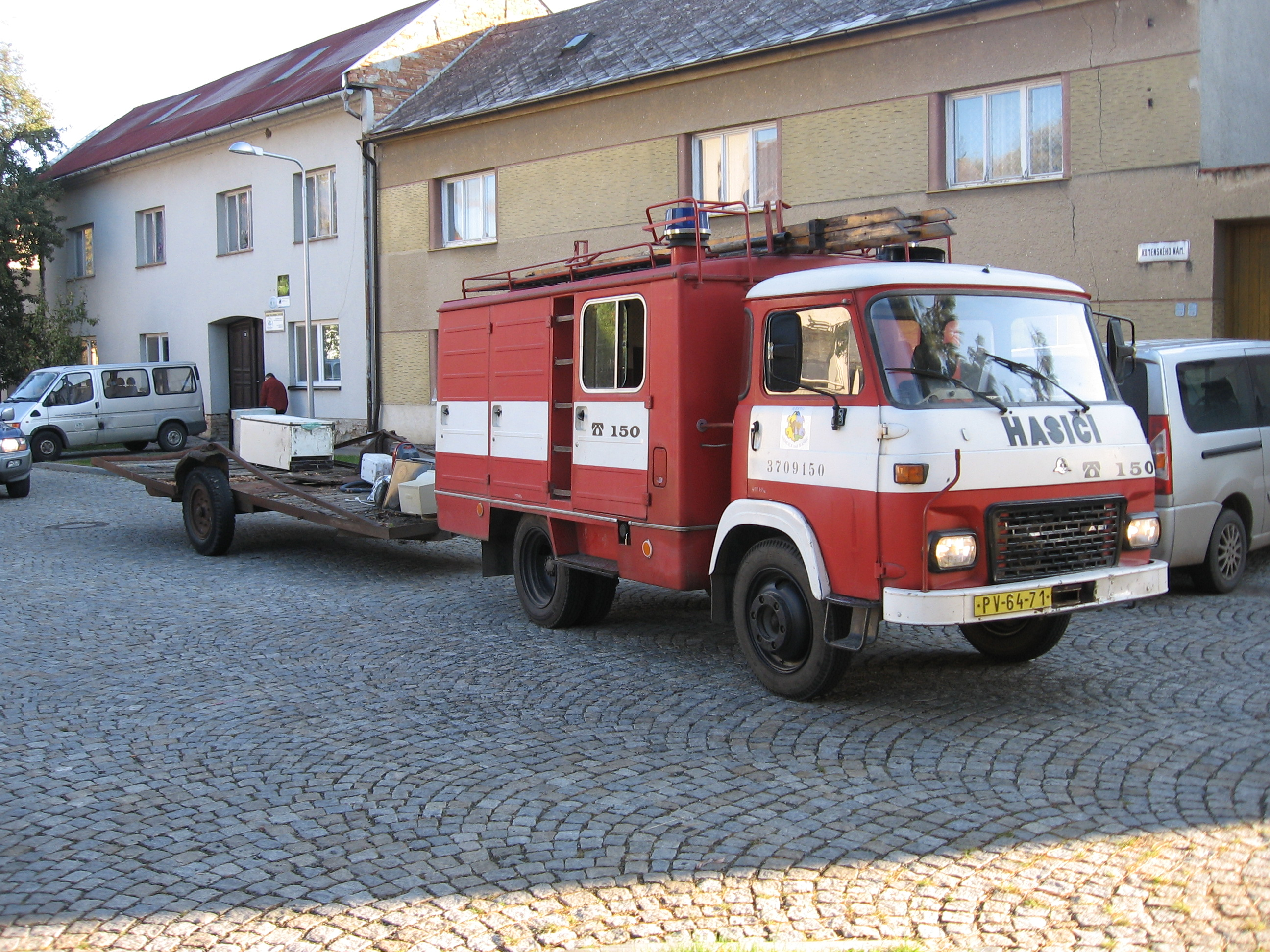
Recyklujte s hasiči

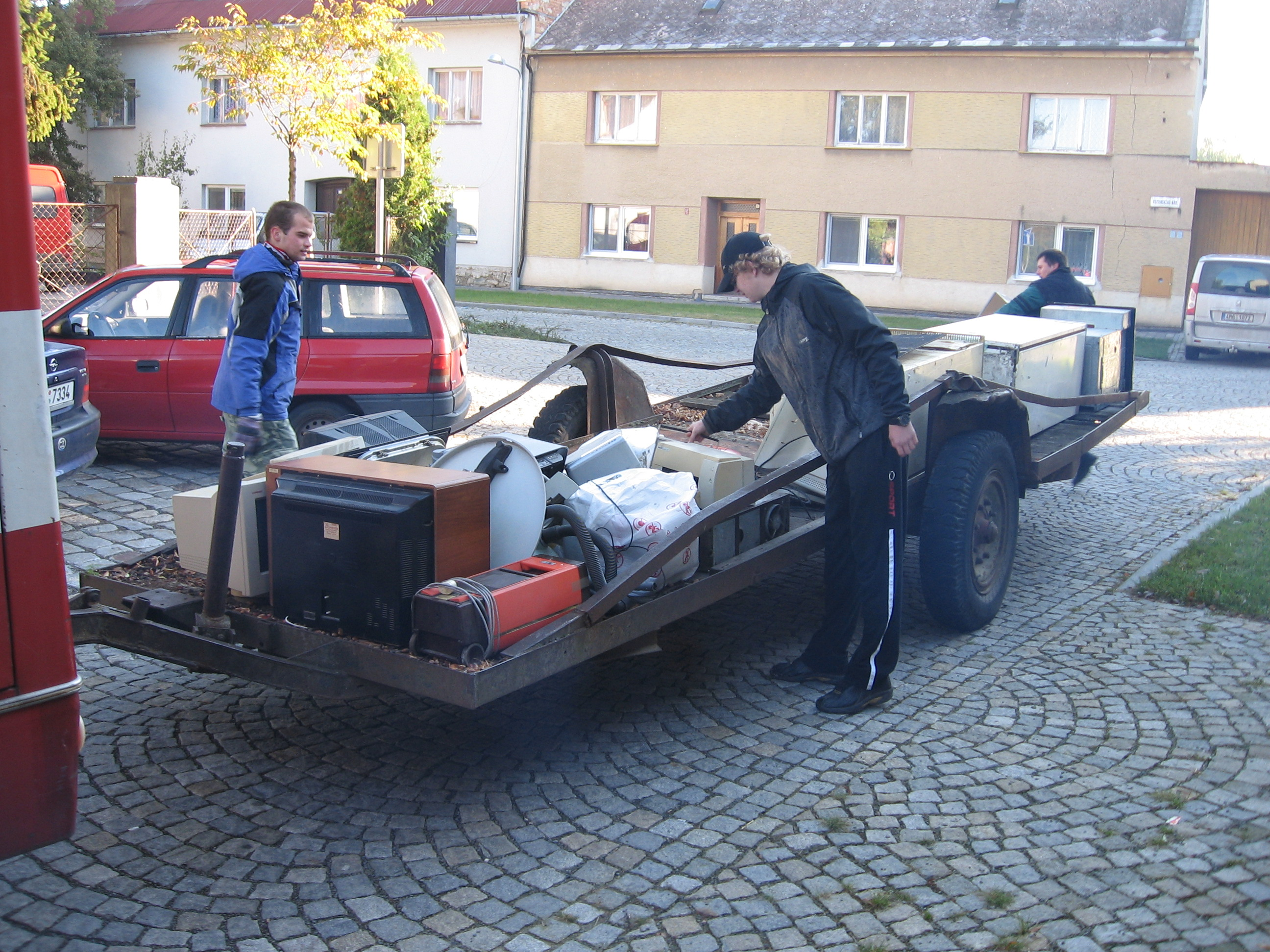
Recyklujte s hasiči

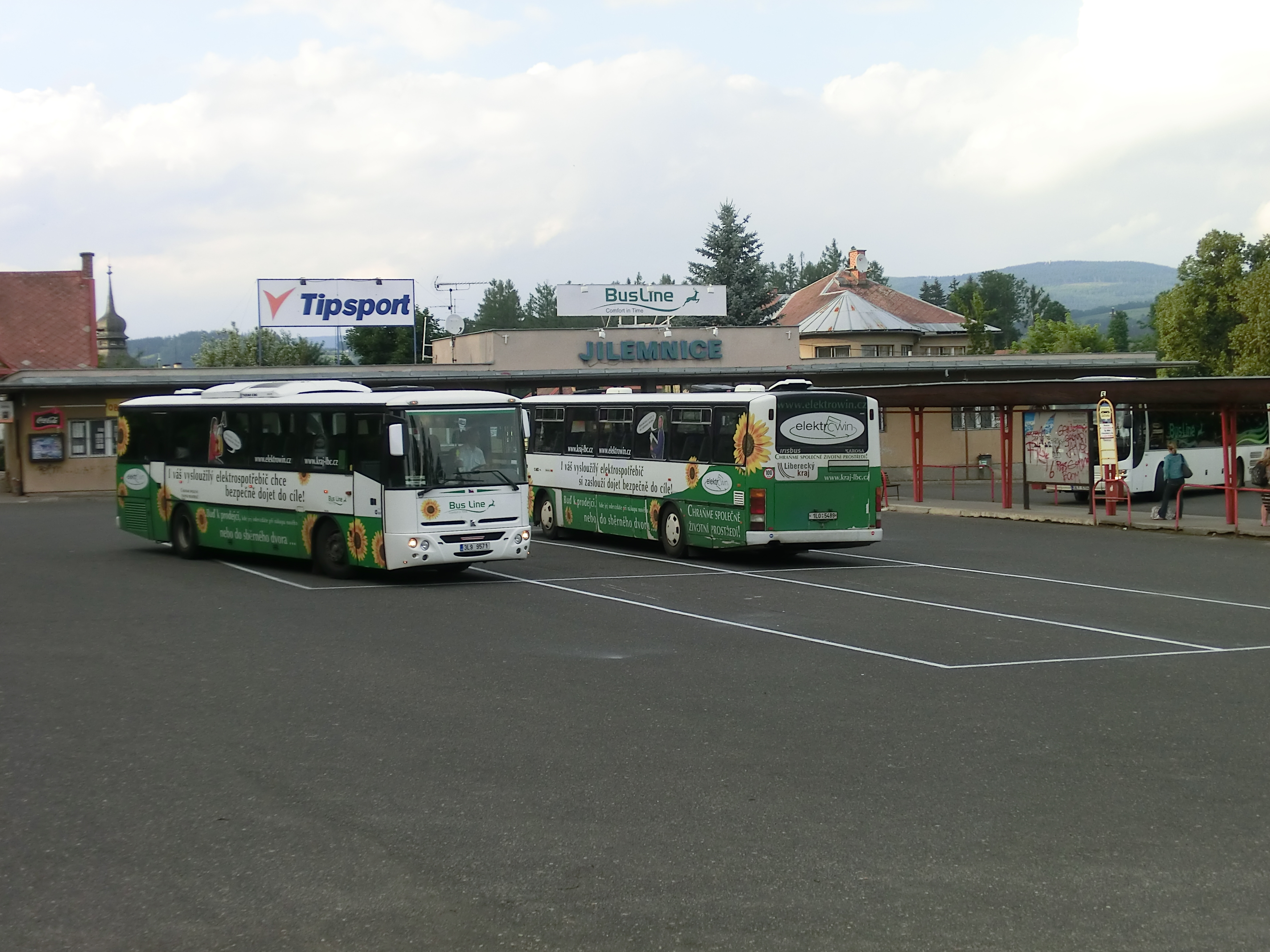
Celovozová reklama Elektrowinu na autobusech BusLine a.s.

Společnost ELEKTROWIN a.s. je provozovatelem kolektivního systému pro zpětný odběr, oddělený sběr, zpracování, využití a odstranění veškerého elektrozařízení a elektroodpadu. Společnost není založena za účelem zisku, jejími akcionáři jsou přední výrobci velkých a malých spotřebičů. Společnost byla založena 25. května 2005. Do obchodního rejstříku byla zapsaná 15. července 2005 a 5. prosince nabylo právní moci rozhodnutí o registraci kolektivního systému ELEKTROWIN a.s. na MŽP pod registračním číslem KH 001/05-ECZ.

## Předmět činnosti
Předmětem činnosti společnosti je provozování a řízení kolektivního systému, zajišťujícího výrobcům podle § 37g písm. e) zákona č. 185/2001 Sb. o odpadech v platném znění společné plnění jejich povinností stanovených v osmém dílu Hlavy II. zákona č. 185/2001 Sb. o odpadech v platném znění pro oddělený sběr, zpětný odběr, zpracování, využití a odstranění elektrozařízení a elektroodpadu.

## Odběr vysloužilých elektrospotřebičů v ČR
Od roku 2005 kolektivní systém Elektrowin zpětně odebral 25 000 000 vysloužilých elektrozařízení o hmotnosti 400 000 tun. Díky tomu se podařilo ušetřit 2 500 000 MWh elektrické energie a 325 000 000 litrů ropy. V roce 2006 odevzdal v průměru každý občan ČR 1,96 kg elektroodpadu, dnes hovoříme o 7,8 kg elektroodpadu na občana ČR. Podíl Elektrowinu na hmotnosti elektrozařízení uvedených na trh v ČR i zpětně odebraných se dlouhodobě pohybuje na úrovni 50 % z celkového množství.

## Sběrná síť
Kolektivní systém provozovaný společností ELEKTROWIN a.s. pokrývá spoluprací s obcemi více než 97,6 % obyvatel ČR. Je vytvořeno na 4900 stabilních míst, kde mají občané možnost odevzdávat vysloužilé elektrospotřebiče – tuto možnost mají jednak na smluvních sběrných místech v obcích, jednak u registrovaných posledních prodejců a servisů. Na tuto síť navazuje dalších více než 9 400 sběrných míst vytvořených na školách, u sborů dobrovolných hasičů, ve firmách a v obcích s mobilními svozy. Celkový počet míst, kde mohou občané odevzdat vysloužilé elektrospotřebiče, překročil 14 000.
Obce jsou základem sběrné sítě míst zpětného odběru vytvářené společností ELEKTROWIN a.s. Uzavřením smlouvy je umožněno občanům a podnikatelským subjektům odevzdávat spotřebiče na sběrných dvorech nebo sběrných místech. Povinností výrobců je síť vytvořená ve všech obcích nad 2000 obyvatel. S počtem 1500 smluvních obcí se sběrnými dvory a přes 3 400 mobilně svážených obcí dalece tento požadavek překračuje. Některé obce řeší sběr elektrozařízení s pomocí sdružení dobrovolných hasičů, kteří mají možnost se zapojit do programu „Recyklujte s hasiči“.
Obce zapojené do systému zpětného odběru Elektrowinu šetří nemalé finanční prostředky, které by jinak musely vynaložit na recyklaci elektroodpadu.

## Místa zpětného odběru

### Prodejce
Občané mají možnost odevzdat staré elektrospotřebiče k recyklaci při koupi nových zařízení. Prodejci elektra mají povinnost od zákazníků vyřazené elektrospotřebiče odebrat v případě, že si u nich kupují zařízení nové. Pokud jejich prodejní plocha přesáhne 400 m², prodejce je povinen odebrat bezplatně elektrospotřebič, jehož žádný z vnějších rozměrů nepřesahuje 25 cm, i bez nákupu nového elektrospotřebiče

### Sběrný dvůr
Sběrné dvory jsou stabilní sběrná místa zpětného odběru, kde může každý odevzdat vysloužilé elektrospotřebiče bezplatně, bez ohledu na místo bydliště. Elektrowin vybavil sběrné dvory obcí 734 velkoobjemovými kontejnery na chlazení a velké spotřebiče, tzv. wintejnery a 1 900 klecovými kontejnery na malé spotřebiče, tzv. miniwiny.

### Malý kontejner
Není-li v obci stabilní sběrné místo, občané mohou odložit vysloužilý spotřebič do stacionárního kontejneru, který je určen především pro malé domácí spotřebiče. Elektrowin umístil na 800 malých kontejnerů.

### Mobilní svoz
Omezení sběru elektrozařízení a elektroodpadů v rámci mobilních sběrů se řeší uzavřením smlouvy s mobilně sváženou obcí a registrací svozové firmy, která spotřebiče z těchto svozů předává naší společnosti a získává za to finanční odměnu.

## Zapojení v rámci WEEE Forum
WEEE Forum je nezisková evropská asociace, která sdružuje kolektivní systémy pro zpětný odběr elektrozařízení. Tato asociace byla založena v roce 2002 šesti kolektivními systémy z Belgie, Nizozemska, Norska, Rakouska, Švédska a Švýcarska. V současné době sdružuje 39 evropských kolektivních systémů. Jejím cílem je shromažďovat, třídit a poskytovat informace jednotlivým členům za účelem jejich zdokonalování a správného rozhodování.
Společnost ELEKTROWIN a.s. se aktivně zapojuje do činnosti WEEE Fora svou účastí na akcích pořádaných pro systémové manažery a v technických skupinách, které jsou zaměřeny na řešení konkrétních projektů.
Generální ředitel ELEKTROWIN a.s. v letech 2007–2016 působil v roli člena představenstva WEEE Fora. Důležitost WEEE Fora v evropském měřítku roste, je cenným zdrojem informací nejen pro své členy, ale i pro výrobce a jejich sdružení a pro orgány Evropské unie.
ELEKTROWIN a.s. je také spoluzakladatelem WEEELabex organisation, neziskového sdružení založeného podle českého práva se sídlem v Praze. Zakládajícími členy se stalo 26 nejvýznamnějších kolektivních systémů z celé Evropy, reprezentujících drtivou většinu výrobců elektrozařízení. Úkolem sdružení je především metodická pomoc při zajištění implementace standardů WEEELabex, a také příprava auditorů, kteří pro členy sdružení zajistí, že jejich partneři - zpracovatelé provádějí recyklaci v souladu s požadavky standardů.

## Projekty

### Recyklohraní aneb Ukliďme si svět
Cílem projektu Recyklohraní aneb Ukliďme si svět! je zábavnou formou ukázat žákům, že vysloužilé elektrospotřebiče nepatří do obyčejné popelnice, ale i to, že recyklací lze ušetřit významné množství surovin. Projekt spočívá ve sběru vysloužilých drobných spotřebičů, kdy pro školy, které se ho účastní, je zdarma připraven servis zajišťující dodání sběrných nádob a odvoz vysloužilých spotřebičů. Další důležitou částí je plnění tematicky zaměřených úkolů. Školy za jednotlivé aktivity sbírají body, které pak mohou směnit v katalogu za zajímavé odměny. Hlavním cílem projektu je učit děti zábavnou formou o nezbytnosti recyklace vysloužilých elektrospotřebičů. Do projektu je zapojeno více než 3 700 škol.

### Recyklujte s hasiči
V dubnu 2011 odstartoval ELEKTROWIN projekt s názvem Recyklujte s hasiči! Díky němu se recyklace vysloužilých elektrospotřebičů může přiblížit prakticky do každé vesnice v republice. Cílem této akce je co nejvíce usnadnit lidem zpětný odběr vysloužilých spotřebičů. Princip je jednoduchý – lidé své nefunkční elektrospotřebiče ve stanovenou dobu jednoduše odevzdají hasičům a ELEKTROWIN pak zajistí následnou recyklaci. Spojením sil Elektrowinu a více než 1 500 sborů se podaří recyklaci elektroodpadu výrazně usnadnit zejména obyvatelům obcí a menších měst.

### Motivační program obcím
Motivační program společnosti ELEKTROWIN je určený všem městům a obcím v České republice, které mají se společností ELEKTROWIN a.s uzavřenou smlouvu na vytvoření místa zpětného odběru. Jeho cílem je obce motivovat, aby svým občanům co nejvíce usnadnily zpětný odběr elektrozařízení. V rámci Motivačního programu mohou obce čerpat odměny například na manipulační techniku, na kamerový systém, na stacionární kontejnery, na zpevnění plochy, na shromažďovací prostředky, na rozšíření plochy, oplocení a elektronický alarm a další.

### Spolupráce s kraji
Projekty za účelem zvýšení zpětného odběru elektrozařízení a odděleného sběru elektroodpadu v jednotlivých krajích ČR.

### Články a inzeráty
Projekt týkající se obcí, které mají možnost otisknout článek nebo inzerát ve svých obecních zpravodajích za finanční odměnu.

### Jsem zpět
Zpětně odebrané spotřebiče, které jsou plně funkční, míří po repasi bezplatně k dalšímu využití např. Fondu ohrožených dětí, do azylových domů apod. Část vyřazených spotřebičů tak po důkladné revizi ještě nějaký čas poslouží svému účelu tam, kde jsou nejvíc zapotřebí. 

## Budoucnost zpětného odběru
V souladu s Evropskou legislativou přijala ČR následující závazek:
Od roku 2021 – zpětný odběr 65 % průměrné hmotnosti elektrozařízení uvedených na trh v předchozích třech letech.

## Právní předpisy
- Zákon č. 314/2006 Sb., kterým se mění zákon č. 185/2001 Sb., o odpadech: http://www.elektrowin.cz/cs/download/a_obecne/zakony_vyhlasky/zakon_314-2006_kterym_se_meni_zakon_185-2001_o_odpadech.pdf
- Zákon o odpadech: http://www.elektrowin.cz/cs/download/a_obecne/zakony_vyhlasky/zakon_185-2001_o_odpadech.pdf
- Vyhláška elektroodpady: http://www.elektrowin.cz/cs/download/a_obecne/zakony_vyhlasky/vyhlaska-elektroodpady-58-cz.pdf
- Vyhláška č. 237/2002 Sb.o podrobnostech způsobu provedení zpětného odběru některých výrobků: http://www.elektrowin.cz/cs/download/a_obecne/zakony_vyhlasky/237-2007-248-cz.pdf
- Směrnice 2002/96/ES O odpadních elektrických a elektronických zařízeních: http://www.elektrowin.cz/cs/download/a_obecne/zakony_vyhlasky/2002-96-cz-59-cz.pdf
- Směrnice 2003/108/ES, kterou se mění směrnice 2002/96/ES o odpadních elektrických a elektronických zařízeních: http://www.elektrowin.cz/cs/download/a_obecne/zakony_vyhlasky/2003-108-es-84-cz.pdf
- Směrnice 2002/95/ES o omezení používání některých nebezpečných látek v elektrických a elektronických zařízeních: http://www.elektrowin.cz/cs/download/a_obecne/zakony_vyhlasky/2002-95-es-cz-60-cz.pdf
- 2005/618/ES: Rozhodnutí komise, kterým se mění směrnice 2002/95/ES pro účely stanovení maximálních hodnot koncentrací pro některé nebezpečné látky v elektrických a elektronických zařízeních: http://www.elektrowin.cz/cs/download/a_obecne/zakony_vyhlasky/2005-618-es-83-cz.pdf
- 2005/717/ES: Rozhodnutí komise, kterým se mění příloha směrnice 2002/95/ES o omezení používání některých nebezpečných látek v elektrických a elektronických zařízeních: http://www.elektrowin.cz/cs/download/a_obecne/zakony_vyhlasky/zmuna-prilohy-smurnice-2002-95-es-80-cz.pdf
- Vyhláška MŽP č. 65/2010 Sb., kterou se mění vyhláška č. 352/2005 Sb., o podrobnostech nakládání s elektrozařízeními a elektroodpady a o bližších podmínkách financování nakládání s nimi (vyhláška o nakládání s elektrozařízeními a elektroodpady): http://www.elektrowin.cz/cs/download/a_obecne/zakony_vyhlasky/sb024-10%5b1%5d.pdf
- Vyhláška o bateriích a akumulátorech ze dne 21. května 2010: http://www.elektrowin.cz/cs/download/a_obecne/zakony_vyhlasky/vyhlaska_sbirka_170.pdf
- Směrnice evropského parlamentu a rady 2011/65/EU ze dne 8. 6. 2011 o omezení používání některých nebezpečných látek v elektrických a elektronických zařízeních: http://www.elektrowin.cz/cs/download/a_obecne/zakony_vyhlasky/smernice-2011_65_eu.pdf
- Směrnice evropského parlamentu a rady 2012/19/EU ze dne 4. 7. 2012 o odpadních elektrických a elektronických zařízeních (OEEZ): http://www.elektrowin.cz/cs/download/a_obecne/zakony_vyhlasky/smernice-2012_19_eu.pdf

### Kolektivní systémy v ČR
http://www.asekol.cz/asekol/
http://www.ekolamp.cz/
https://web.archive.org/web/20160301192923/http://www.ekokom.cz/15-let/
http://www.ecobat.cz/

### WEEE forum
http://www.weee-forum.org/

### Ministerstvo životního prostředí
http://www.mzp.cz/